# TVants
TVants是采用P2P技术的网络电视，作为新一代的P2P技术的程序，TVants提供了接收电视节目和对外广播电视节目的双向传播功能。通过TVants可以观看大量电视台，包括一些西方主流媒体，比如英国广播公司BBC、英国独立电视台ITV，美国有线电视网CNN，探索频道，国家地理频道等，以及中国大陆和香港、台湾、韩国和日本的电视台。

## 提供的主要电视台
- 英国广播公司BBC
- 美国广播公司ABC
- 美国有线电视网CNN
- ESPN
- 探索频道（亚洲）
- 国家地理频道
- 凤凰卫视
- TVBS
- 中天新闻台
- SBS前首尔放送
- 日本放送协会